# 小選挙区比例代表連用制
小選挙区比例代表連用制（しょうせんきょくひれいだいひょうれんようせい）とは、選挙制度の一つである。小選挙区制の要素を加えた比例代表制。

## 概要
一般的な比例代表制（政党名簿比例代表）と異なるのは、各党の議席数は比例代表の得票率に応じて配分されるが、当選者の一部を小選挙区で決定するという点。また、類似の制度である小選挙区比例代表併用制と違い、超過議席（ドイツ語：Überhangmandat、英語：Overhang seat）が発生しない。
日本における現行の小選挙区比例代表並立制の場合、比例代表の議席配分に際し、ドント式で各党の得票数を割り、商の多い順に議席を配分していくが、民間政治臨調が提唱した小選挙区比例代表連用制では、小選挙区で獲得した議席数＋1の数で各党の得票数を割り、商の多い順にドント式で配分する、としている。
すなわち、ドント式の計算式で使用する除数を、÷1、÷2、÷3と、1から始めるところを、連用制では「小選挙区の当選者数+1」から始める。この方式を用いると、比例代表の得票数により配分されるはずの議席から、小選挙区で獲得した議席が差し引かれるため、得られる選挙結果は、小選挙区も含めた全議席を、純粋に比例代表の得票数に応じて配分する場合と近いものとなる。

## 連用制の問題点
自由法曹団は、2票制を採用した連用制では、小選挙区で議席を獲得した政党への比例区の投票価値が大きく割り引かれることになるなど、投票行動の結果や投票意思が恣意的に操作される。無所属候補擁立による「連用制破り」の可能性がある。
また、完全ではない一部連用制を採用した場合、並立制部分の影響が残り、第3党以下の議席拡大の大半を、最初の除数が大きくなる第2党が負担することになり、小選挙区での大敗結果が中和されない。よって、一党優位体制をさらに助長すると指摘している。

## 日本の例
日本で実際に採用された例はないが、1993年4月に政治改革推進協議会（民間政治臨調）が「政治改革に関し第126回国会において実現すべき事項に関する提言」において、都道府県を単位とした小選挙区比例代表連用制を提唱し、その後社会党、公明党、民社党3党が合同で修正案をまとめた。また、2012年当時与党であり、比例定数80削減を公約に掲げていた民主党が、民意の過度な集約を防ぐためとして、80減の上での連用制の導入や削減幅を狭めた上での一部連用制（70議席は並立制、35議席は連用制）の導入を提案した（樽床私案、輿石私案）。2012年の衆院選で大勝し与党に返り咲いた自由民主党は、2013年3月、比例30減のうえで一部連用制に似た「第2党以下特例枠」の創設を提案している。

## 諸外国の例
欧米ではMMP（Mixed member proportional）またはAMS（Additional member system）として、小選挙区比例代表併用制と区別しない分類法が主流である。ただし超過議席を発生させない、やや小選挙区制に重きを置く方法をAMSとして区別する用法もイギリスなどにはあり、スコットランド議会やウェールズ議会（en）、ロンドン議会で採用されている。またボリビア代議院（下院）もこの制度である。ほかにハンガリーの国民議会、1994年から2005年までのイタリアの下院、および2005年までの上院の方式などは小選挙区比例代表並立制の要素も強いが、部分的に比例代表制に重きを置いていたので、AMSに類別する考えもある。小選挙区比例代表並立制と小選挙区比例代表併用制の中間にある方式をAMSと位置づける理解もある。